# Mistrzostwa Europy w Lekkoatletyce 2022 – bieg na 1500 m kobiet
Bieg na 1500 metrów kobiet – jedna z konkurencji biegowych rozgrywanych podczas lekkoatletycznych mistrzostw Europy na Stadionie Olimpijskim w Monachium.

## Terminarz
Źródło: european-athletics.com.
| Data        | Godzina |            |
| ----------- | ------- | ---------- |
| 16 sierpnia | 10:15   | Eliminacje |
| 19 sierpnia | 20:45   | Finał      |

## Rekordy
Tabela prezentuje rekord świata, rekord Europy, rekord mistrzostw Europy oraz najlepsze wyniki na listach światowych i listach europejskich w sezonie 2022 przed rozpoczęciem mistrzostw. Źródło: european-athletics.com, worldathletics.org.
|                          | Zawodnik          | Wynik   | Miejsce  | Data                     |
| ------------------------ | ----------------- | ------- | -------- | ------------------------ |
| Rekord świata            | Genzebe Dibaba    | 3:50,07 | Monako   | 17 lipca 2015(dts)       |
| Rekord Europy            | Sifan Hassan      | 3:51,95 | Doha     | 5 października 2019(dts) |
| Rekord mistrzostw Europy | Tatjana Tomaszowa | 3:56,91 | Göteborg | 13 sierpnia 2006(dts)    |
| Listy światowe           | Faith Kipyegon    | 3:50,37 | Monako   | 10 sierpnia 2022(dts)    |
| Listy europejskie        | Laura Muir        | 3:55,28 | Eugene   | 18 lipca 2022(dts)       |

## Rezultaty

### Eliminacje
Awans: 4 najlepsze z każdego biegu (Q) oraz 4 z najlepszymi czasami wśród przegranych (q). Źródło: european-athletics.com.
| Poz. | Bieg | Zawodniczka             | Reprezentacja   | Czas    | Uwagi |
| ---- | ---- | ----------------------- | --------------- | ------- | ----- |
| 1.   | 2    | Sofia Ennaoui           | Polska          | 4:02,73 | Q     |
| 2.   | 2    | Ciara Mageean           | Irlandia        | 4:03,03 | Q,    |
| 3.   | 2    | Hanna Klein             | Niemcy          | 4:03,46 | Q,    |
| 4.   | 2    | Claudia Mihaela Bobocea | Rumunia         | 4:03,63 | Q     |
| 5.   | 2    | Katie Snowden           | Wielka Brytania | 4:03,76 | q,    |
| 6.   | 2    | Gaia Sabbatini          | Włochy          | 4:04,19 | q     |
| 7.   | 2    | Kristiina Mäki          | Czechy          | 4:04,40 | q     |
| 8.   | 2    | Ellie Baker             | Wielka Brytania | 4:04,90 | q,    |
| 9.   | 2    | Yolanda Ngarambe        | Szwecja         | 4:05,68 | SB    |
| 10.  | 1    | Laura Muir              | Wielka Brytania | 4:06,40 | Q     |
| 11.  | 1    | Ludovica Cavalli        | Włochy          | 4:06,59 | Q     |
| 12.  | 1    | Hanna Hermansson        | Szwecja         | 4:07,08 | Q     |
| 13.  | 1    | Katharina Trost         | Niemcy          | 4:07,20 | Q     |
| 14.  | 1    | Marta Pérez             | Hiszpania       | 4:07,27 |       |
| 15.  | 1    | Diana Mezuliáníková     | Czechy          | 4:07,37 |       |
| 16.  | 2    | Eliza Megger            | Polska          | 4:07,56 |       |
| 17.  | 1    | Elise Vanderelst        | Belgia          | 4:07,62 |       |
| 18.  | 2    | Águeda Marqués          | Hiszpania       | 4:07,78 |       |
| 19.  | 1    | Marta Pen Freitas       | Portugalia      | 4:07,82 |       |
| 20.  | 1    | Federica Del Buono      | Włochy          | 4:08,14 |       |
| 21.  | 1    | Melissa Courtney-Bryant | Wielka Brytania | 4:09,11 |       |
| 22.  | 1    | Sarah Healy             | Irlandia        | 4:10,75 |       |
| 23.  | 1    | Aurore Fleury           | Francja         | 4:12,48 |       |
| 24.  | 2    | Nathalie Blomqvist      | Finlandia       | 4:14,90 |       |
| 25.  | 1    | Amalie Sæten            | Norwegia        | 4:15,09 |       |
| 26.  | 2    | Ingeborg Østgård        | Norwegia        | 4:19,36 |       |
| 27.  | 2    | Gresa Bakraçi           | Kosowo          | 4:38,10 |       |

### Finał
Źródło: european-athletics.com.
| Miejsce | Zawodniczka             | Reprezentacja   | Czas    | Uwagi |
| ------- | ----------------------- | --------------- | ------- | ----- |
| 1 !     | Laura Muir              | Wielka Brytania | 4:01,08 |       |
| 2 !     | Ciara Mageean           | Irlandia        | 4:02,56 | SB    |
| 3 !     | Sofia Ennaoui           | Polska          | 4:03,59 |       |
| 4.      | Katie Snowden           | Wielka Brytania | 4:04,97 |       |
| 5.      | Hanna Klein             | Niemcy          | 4:05,49 |       |
| 6.      | Kristiina Mäki          | Czechy          | 4:05,73 |       |
| 7.      | Hanna Hermansson        | Szwecja         | 4:05,76 | PB    |
| 8.      | Ellie Baker             | Wielka Brytania | 4:05,83 |       |
| 9.      | Gaia Sabbatini          | Włochy          | 4:06,04 |       |
| 10.     | Katharina Trost         | Niemcy          | 4:06,95 |       |
| 11.     | Claudia Mihaela Bobocea | Rumunia         | 4:07,74 |       |
| 12.     | Ludovica Cavalli        | Włochy          | 4:10,93 |       |